# مایکل کاسدی
مایکل کاسِدی (زاده سال ۱۹۸۳) بازیگر سینما و تلویزیون اهل آمریکاست.

## زندگی شخصی
مایکل کاسدی (زاده ۲۰ مارس ۱۹۸۳)
کاسدی در پورتلند، اورگان زاده شد. وی در سال ۲۰۰۱ از دبیرستان La Salle در میلواکی، اورگن فارغ‌التحصیل شد، و در سال ۲۰۰۳ از برنامه دو ساله هنرستان در کارگاه بازیگران جدید در شهر نیویورک فارغ‌التحصیل شد.
در اوت ۲۰۰۶، کسدی با دوست دختر خود لورا ایشورن ازدواج کرد؛ آنها همدیگر را در دبیرستان ملاقات کرده بودند. حالا آنها دو فرزند پسر دارند.
این بازیگر بیشتر به خاطر بازی در نقش Zach Stevens در سریال The o.c شناخته شده‌است؛ و به عنوان تایلر میچل در فیلم کمدی TBS در محل کار. او جاناتان والش را در کمدی People of Earth از آغاز نمایش در سال ۲۰۱۶ میلادی تا کنسل شدن آن در سال ۲۰۱۸ میلادی به تصویر کشید.

## حرفه
کاسدی شاید به خاطر نقش خود به عنوان زاک استیونز در طول فصل دوم سریال تلویزیونی The O.C شناخته شود. شخصیت او با تابستان رابرتز رابطه ای دوباره برقرار کرد. کاسدی همچنین در فیلم زوم نقشی دارد.
در سال ۲۰۰۷، کاسدی در برنامه تلویزیونی CW، پالم‌های پنهان، کلیف وات را بازی کرد.
کاسدی به بازیگران اسمالویل، یک برنامه تلویزیونی بر اساس ابرقهرمانه Supermo DC Comics پیوست و به عنوان سردبیر جدید برنامه روزانه سیاره، گرانت گابریل، با علاقه و عشق به لیس لین بازی کرد. در حقیقت، او جولیان لوتور، برادر کلون شده و پیر لکس بود. در اپیزود «پرسونا» شخصیت کسدی به ضرب گلوله کشته شد و نشانگر پایان حماسه شخصیت او بود. کسدی بعداً به حق رای دادن به سوپرمن بازگشت و جیمی اولسن را در فیلم 2016 Batman v Superman: Dawn of Justice به تصویر کشید.
او چارلی هوگان، بهترین دوست مگان اسمیت (جوآنا گارسیا) را در چهارده قسمت اول نمایش تلویزیونی اختصاصی بازی کرد.
کسدی سپس تایلر میچل را در برنامه TBS مردان در محل کار به مدت ۳ فصل به تصویر کشید.
کاسدی همچنین در فیلم‌های آرگو  و در سفر گناهکار، هر دو در سال ۲۰۱۲ نقش‌های کمی داشت.
در تاریخ ۲۷ فوریه ۲۰۱۵، کاسیدی به خلبان کمدی در محل کار NBC پیوست، با این حال خلبان منتقل شد.
کسیدی به خلبان TBS People of Earth مقابل Wyatt Cenac پیوست. این سریال در تاریخ ۷ ژانویه ۲۰۱۶میلادی انتخاب شد.  کاسدی در نقش جاناتان والش کاریزماتیک و موفق، مدیر عامل شرکت والش مدیا بازی کرد.